# Breda Ba.201
Il Breda Ba.201 era un bombardiere in picchiata monomotore, monoplano ad ala bassa, sviluppato dalla divisione aeronautica dell'azienda italiana Società Italiana Ernesto Breda nei primi anni quaranta e rimasto allo stadio di prototipo.

## Storia del progetto

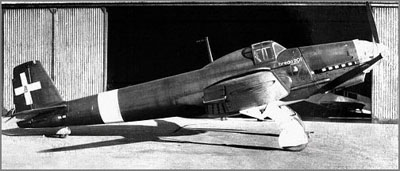
Visto di profilo

Il 28 settembre 1939, il Ministero dell'aeronautica emise una specifica per la fornitura di un nuovo velivolo da bombardamento in picchiata (bombardiere a tuffo secondo la designazione italiana) per equipaggiare i reparti della Regia Aeronautica. Tra le caratteristiche richieste, la configurazione monomotore, monoplano e monoposto.
La Breda, che aveva avuto modo di studiare il progetto del pari ruolo Ju 87 Stuka prodotto dall'azienda tedesca Junkers GmbH, affidò ai progettisti Vittorio Calderini e Mario Pittoni il compito di realizzare un progetto con cui partecipare al bando.

## Tecnica

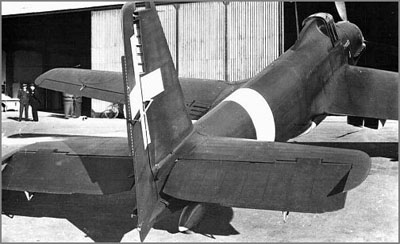
Vista posteriore

Il Ba.201 era un velivolo dall'aspetto convenzionale, ma di impostazione moderna grazie alla costruzione interamente metallica. Era caratterizzato da una fusoliera sottile, a sezione ellittica, realizzata in tubi d'acciaio ricoperta da pannelli in duralluminio, dotata di cabina di pilotaggio monoposto chiusa e collocata in posizione avanzata. L'ala bassa a sbalzo era dotata di freni aerodinamici e riprendeva la configurazione ad ali di gabbiano rovesciate, o a W, dell'omologo tedesco Stuka, ma, a differenza di questo, integrava un carrello d'atterraggio completamente retrattile verso l'interno. Il carrello era completato da un ruotino posteriore parzialmente carenato. La propulsione era affidata ad un DB 601, prodotto su licenza negli stabilimenti Alfa Romeo e capace di 1 175 CV (864 kW), abbinato a un'elica tripala di costruzione metallica, anch'essa di produzione Alfa Romeo. L'armamento era costituito da due mitragliatrici Breda-SAFAT calibro 12,7 mm e da 500 kg di carico di caduta, nel primo prototipo alloggiato in un vano bombe posto sotto la fusoliera, nel secondo esternamente.

## Impiego operativo
Ne vennero realizzati solo due esemplari: il primo fu portato in volo per la prima volta il 3 luglio 1941 e andò distrutto durante prove di collaudo; il secondo, che volò il 28 marzo 1942, completò il programma di voli di collaudo nel giugno dello stesso anno, ma, pur avendo favorevolmente impressionato per le sue caratteristiche, il programma di sviluppo venne abbandonato e l'aereo rimase definitivamente a terra poiché i pochi motori DB 601 di produzione nazionale dovevano essere destinati alla produzione di caccia. Alla fine del conflitto se ne persero definitivamente le tracce.

## Utilizzatori
Italia
- Regia Aeronautica

## Velivoli comparabili
Germania
- Junkers Ju 87 Stuka